# Uraspis helvola
Uraspis helvola är en fiskart som först beskrevs av Forster, 1801.  Uraspis helvola ingår i släktet Uraspis och familjen taggmakrillfiskar. Inga underarter finns listade i Catalogue of Life.

## Bildgalleri

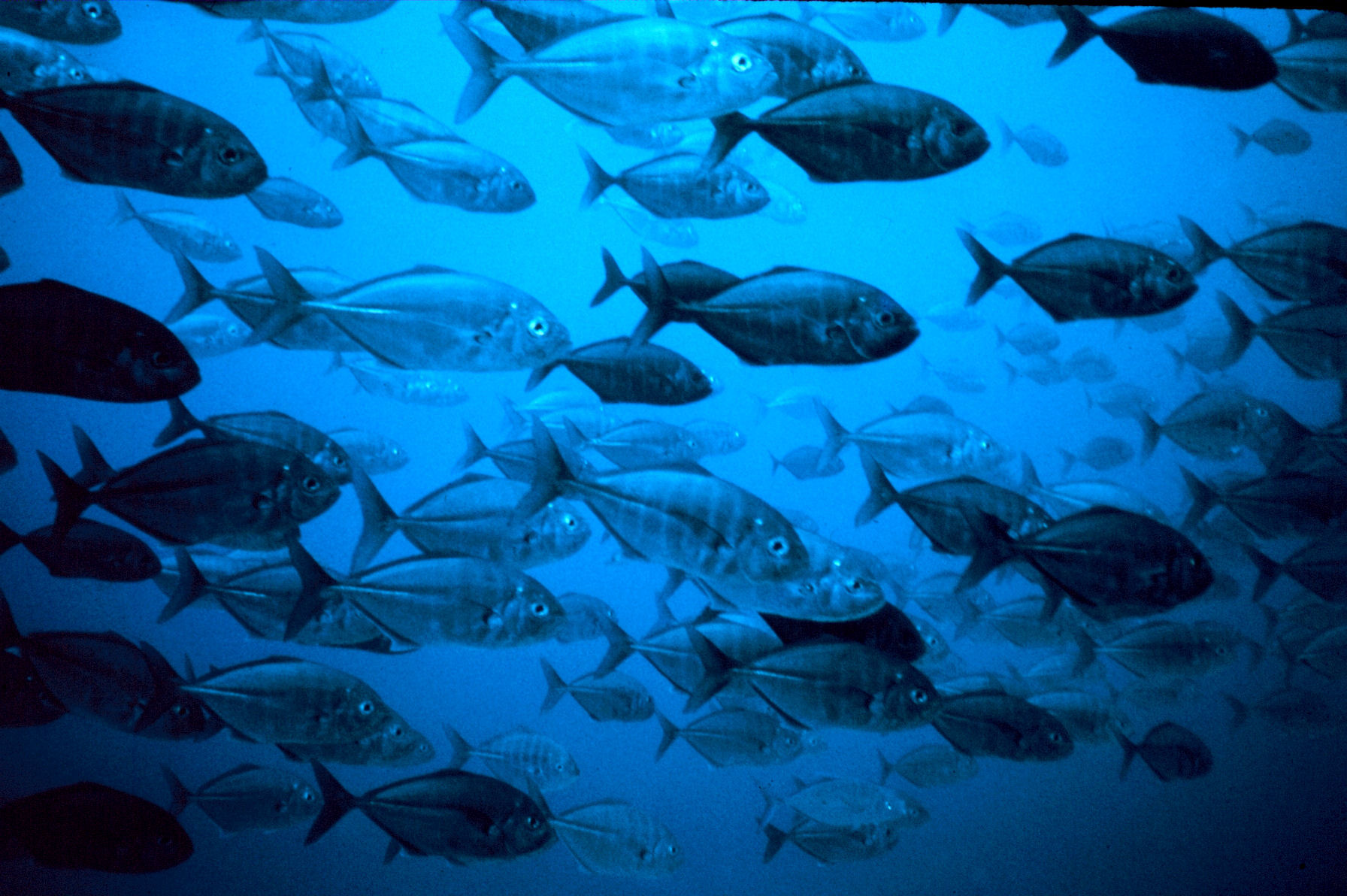